# Yoruba (genre)
Pour les articles homonymes, voir Yoruba.
Genre
Yoruba est un genre d'araignées aranéomorphes de la famille des Gnaphosidae.

## Distribution
Les espèces de ce genre se rencontre au Nigeria et en Côte d'Ivoire.

## Liste des espèces
Selon World Spider Catalog (version 21.0, 22/06/2020) :
- Yoruba ibadanus Rodrigues & Rheims, 2020
- Yoruba toubensis Rodrigues & Rheims, 2020

## Étymologie
Le nom du genre est une référence au yoruba qui est l'une des langues officielles du Nigeria.

## Publication originale
- Rodrigues & Rheims, 2020 : An overview of the African genera of Prodidominae spiders: descriptions and remarks (Araneae: Gnaphosidae). Zootaxa, no 4799(1), p. 1-80.